# Kilikia FC
El Kilikia FC es un equipo de fútbol de Armenia que juega en la Liga Amateur de Armenia, la tercera liga de fútbol más importante del país.

## Historia
Fue fundado en el año 1990 en la capital Ereván, y dos años más tarde se fusionaron con el Malatia Yerevan para formar al Malatia-Kilikia FC Yerevan. En ese mismo año participaron en su primer torneo desde la separación de la Unión Soviética bajo el nombre Homenetmen, descendiendo de la Liga Premier de Armenia en 1993, así como el término de la fusión con el Malatia Yerevan y su momentÁnea desaparición.

### Refundación
El equipo fue refundado en 1997, pero formaron parte de la Liga Premier de Armenia hasta 1999, año en el que el FC Ereván desapareció a causa de problemas financieros y el Kilikia FC tomó su lugar. En el 2001 el Kilikia FC descendió de la Liga Premier de Armenia tras negarse a pagar la cuota de inscripción, aunque retornaron a la máxima categoría en el 2003, obteniendo el quinto luga rne la temporada 2005, clasificando a la Copa Intertoto del 2006. El club se caracterizó por utilizar solamente a jugadores nacidos en Armenia.

### Desaparición
Originalmente la dirigencia del club confirmó la participación del mismo en la Liga Premier de Armenia 2011 el 16 de enero, paro no hicieron los pagos ni la confirmación en el tiempo estipulado por la Federación de Fútbol de Armenia. El 26 de enero el club envió una carta oficial a la Federación de Fútbol de Armenia, la cual anunciaba la desaparición del club y que no iban a participar en la Liga Premier de Armenia 2011 por problemas financieros. El 31 de enero la Federación de Fútbol de Armenia decidió excluir al Kilikia FC de todas sus competiciones organizadas por la Federación y el club dejó de existir. El equipo actualmente se ubica en la tercera posición de la tabla histórica de Armenia.

## Palmarés
- Copa de Armenia subcampeón 2005

## Participación en competiciones de la UEFA
| Temporada | Torneo                | Ronda            | Club           | Ida   | Vuelta |
| --------- | --------------------- | ---------------- | -------------- | ----- | ------ |
| 1996/97   | UEFA Cup              | Clasificatoria 1 | HJK            | 3 - 1 | 2 - 5  |
| 1997/98   | UEFA Champions League | Preliminar       | MTK-VM         | 3 - 4 | 0 - 2  |
| 2006      | UEFA Intertoto Cup    | 1                | Dinamo Tbilisi | 1 - 5 | 0 - 3  |

- Los partidos de local aparecen en Negrita

### Récord Europeo
| Torneo                | J | G | E | P | GF | GC |
| --------------------- | - | - | - | - | -- | -- |
| UEFA Champions League | 2 | 0 | 0 | 2 | 3  | 6  |
| UEFA Cup              | 2 | 1 | 0 | 1 | 5  | 6  |
| UEFA Intertoto Cup    | 2 | 0 | 0 | 2 | 1  | 8  |
| Total                 | 6 | 1 | 0 | 5 | 9  | 20 |